# Tera Online
TERA: The Exiled Realm of Arborea é um MMORPG produzido pela Bluehole Studio e publicado pela Krafton. O jogo foi lançado na Coreia do Sul em 25 de janeiro de 2011, no Japão, em 18 de agosto de 2011, na América do Norte em 01 de maio de 2012, e na Europa em 3 de maio de 2012, com versão beta fechada e aberta, que ocorreu antes do lançamento. NHN Corporation, NHN Japan Corporation, En Masse Entertainment e Frogster Interactive Pictures publicaram o jogo nestas regiões, respectivamente. Em Masse Entertainment publicou o jogo, mas a companhia foi fechada. Quando a En Masse Entertainment fechou suas portas e parou de distribuir o jogo na América do Norte, a empresa-mãe do Bluehole, Krafton, lançou o jogo.

## Jogabilidade

### Estilo de Jogo
Tera online possui um sistema de jogo que é definido em uma apresentação feita por David Noonan, o escritor chefe do Tera, no evento E3 Games, como 50% MMORPG e 50% Jogo de Ação. Alguns atributos como esquiva, aparar e redução de dano não constam no personagem, sendo uma ação a ser efetuada pelo jogador, ficando a encargo dele de desviar de golpes em sua direção, ou efetuar uma ação de bloqueio. O que diferenciaria cada classe do jogo, são as habilidades, que juntas com o comando do jogador fariam diferença para situações como a de ter que desviar de um monstro em investida.

### Interação com cenário
Toda a interação, seja ela com NPCs, ou itens no cenário, é feita através de proximidade com tais objetos. Chegando a distância mínima de interação, o personagem poderá executar ações relacionadas a tais objetos. Para o combate, uma mira central na tela, dará o ponto de coordenação para ataques, ficando bastante parecido com jogos de tiro. A mira central mudará de formato quando estiver mirada em um monstro, detalhando também as informações de distância do personagem para o mesmo.

### Controles
Pawel Majak, o gerente de projetos envolvido com o Tera, em uma entrevista ao site especializado em jogos Gametrailers afirmou que será possível a utilização de teclado e mouse e a utilização de diversos joysticks, e não apenas o controlador do Xbox 360 como foi dito em outras entrevistas. O fato se dá por ser um estilo de jogo novo, que mistura elementos do MMORPG e de jogos de ação, e a possibilidade de vários controles de jogo, daria uma flexibilidade ao jogo.

## História: Como TERA Começou
O mundo de TERA começou um milenio atrás, quando dois titãs de inimaginável poder, Arun e Shara, se encontraram formando um poderoso vazio. Por razões que podemos apenas deduzir, eles cairam em profundo sono e enquanto dormiam, TERA cresceu em volta deles, tomando sua forma atual.

Nos locais onde Arun e Shara caíram em sono profundo o mapa possuia os seus formatos, que acabaram acumulando desertos, montanhas, rios e florestas, e os continentes agora possuem seus nomes.

Mesmo para um titã de tal poder, todo sono dá chances aos sonhos. Assim, enquanto Arun e Shara dormem, seus sonhos se materializam alterando a geografia e criando novos organismos e tipos de poderes. E enquanto sonham, novas criaturas denominadas "mortais", são criadas.

Arun através dos seus pensamentos em sono, criou os ambiciosos Elfos, Humanos habilidosos, honrados Amani, poderosos Gigantes, sistemáticos Daevas e encrenqueiros Poporis. Shara sonhou com  ardilosos Sikandari, Gulas e Vampiros sombrios, Wendigos violentos, Fadas estranhas e Nagas.

## Raças
Seis são as raças jogáveis no Tera Online
- Aman (Aman/Amani): Raça parecida com os Orcs de outros MMORPG, diferenciando pela carapaça encontrada no rosto. Historicamente, é um povo antigo escravizado pela deusa Kaia e libertado com a ajuda dos Castanic. Cidade natal: Kaiator.
- Baraka (Baraka): Descendentes diretos dos gigantes e criados por Tithus. Possuem corpos parrudos e intelecto desenvolvido. Sua cidade natal foi destruida pelos deuses, os tornando nômades.
- Castanics (Castanics): Raça abastarda dos deuses de origem demoníaca ou necromantica. Graças ao seu ímpeto criaram seu próprio código de conduta e fizeram feitos perante a história. As feições lembram bastante os Thieflings, dos RPG's de livro. Cidade natal: Castanica.
- Altos Elfos (High Elves): São seguidores de Karas e guardiões das florestas. Tentaram em um certo momento da história invadir Essenia, uma importante província Humana que contou com a ajuda dos Amani, Popori e Baraka para ser defendida. Devido a esta falha, os Altos Elfos adotaram a política de acomodação perante o resto do mundo. Cidade natal: Allemantheia.
- Humanos (Humans): Destinados a tentar estabilizar o mundo se utilizando de seu valor, tenacidade e espírito indomável adquiridos após constantes testes de resistência e convivência com outros povos. Procuram por prosperidade e paz através da federação Valkyon. Cidade natal: Velika.
- Popori (Popori): Guardiões dos animais e espíritos mágicos residentes na natureza. São protetores das florestas e possuem um senso de perigo como nenhuma outra raça. O povo Popori é a união de duas diferentes raças, os Elins que são pequenos humanóides do sexo feminino e os Popori que são "pequenas bestas" que foram acordadas pelos Elins. Cidade natal: Pora Elinu.

## Classes
- Arqueiro (Archer): São munidos de velocidade, utilizam o arco como arma principal, e a defesa é através de armaduras leves.
- Berserker (Berserker): É uma classe considerada "tanque", com um foco em ataque, possuindo habilidades de derrubar no chão, carga, poderes que reduzem as estatísticas defensivas e aumentam as ofensivas, e ataques em área, utilizando machados de duas mãos e armaduras pesadas.
- Lanceiro (Lancer): Se utilizam de lança e escudo para em um grupo servir de parede. São tanques com foco em defesa e intimidação de inimigos, utilizam lança e escudo em conjunto com armaduras pesadas.
- Místico (Mystic): No mundo de um MMORPG são conhecidos como "buffers", ou seja, onde o foco é um pouco de cura, e suporte aumentando atributos de todos aqueles que participam do grupo em que ele está. Utiliza bastões e roupões.
- Sacerdote (Priest): Habilidades basicamente de cura, sendo a melhor das opções em personagem de suporte focada nesta habilidade. Utilizam cajados e roupões
- Assassino (Slayer): Uma intermediário do Berserker com o Guerreiro, não sendo um tanque primário. Usa armaduras leves mas não possui a mesma mobilidade do Guerreiro,  possui ataques em área e o dano de um Berserker, mas não a mesma defesa, por não usar armaduras pesadas.
- Feiticeiro (Sorcerer): Geradores de dano que possuem magias que causam estragos secundários, como redução de velocidade. Utilizam o "disco" como arma, que é uma espécie de simbolo que flutua ao redor de seu portador, e roupões.
- Guerreiro (Warrior): Outro combatente corpo-a-corpo, com foco na evasiva, múltiplos ataques que provém das duas espadas equipadas, e utilizadores de armaduras leves e habilidades que permitem uma esquiva mais efetiva de seus inimigos.
- Ceifadora (Reaper): Uma classe exclusiva para Elins, incluída em Maio de 2014[6]. A ceifeira oferece uma mistura de combate corpo a corpo de longo e médio alcance, utilizando duas lâminas acorrentados para executar seus oponentes.
- Artilheira (Gunner): Uma classe exclusiva para Castanics e High Elves, incluída em Maio de 2015[7]. Gunners possuem movimentos e ataques rápidos, utilizando armas de fogo.
- Lutador (Brawler):Uma classe exclusiva de Humanos,Elins e Popori .O lutador é um dínamo ofensivo com capacidades de tanques excepcionais, armaduras pesadas e punhos massivos que bloqueiam e bloqueiam os danos. Ela envia inimigos esparramados e voando diante dela, impotentes diante de suas proezas de luta.

## Profissões
As profissões tem utilidade para criação de itens , não se tratando de itens cosméticos para leveis avançados ,onde  vários materiais extraídos da natureza servirão para a construção de novos itens de todas as raridades,incluído as top armaduras tanto PVP e PVE do patch atual e itens que os jogadores podem vender. Durante o processo de criação podem ocorrer falhas e bonificações.
- Alquimia
- Elaboração de Armas - As armas de baixa raridade criadas podem ser utilizadas para o desmantelamento para obtenção de feedstock ,material utilizado no processo de encantamento juntamento com masterwork  alkahest ,ou para venda ,sendo o valor da arma e sua raridade relativo ao material utilizado,melhores resultados dependem também do nível de profissão do personagem.
- Elaboração de Armaduras
- Gravuras

## Sistema Político
No antigo sistema político de Tera Online, detalhado no evento de games E3 2011 , considerado uma das principais inovações do jogo. Um jogador que possui-se nível máximo e bastante influência dentro do jogo poderia se tornar um líder de província, sendo nomeado "Vanarch", das seguintes maneiras.
- Por Votação Popular: É a forma de decisão mais parecida com a política do mundo real, onde o jogador líder de uma guilda que deseja ser um Vanarch precisa ser participativo em fóruns, pedir ajuda para outras guildas em uma campanha, criar seu Site com a descrição de sua campanha política e a votação dos jogadores elegerá o líder da província.
- Combates em Battle Grounds: É a conquista de poder através da habilidade. Mesmo tendo que combater outros jogadores, as lutas requerem coordenação, boa comunicação entre grupos de PvP, trabalho em equipe e sorte.

Após adquirido, o cargo de Vanarch era permitido ao jogador o poder de controlar NPCs em sua província, taxas de lojas de especiarias e NPCs de habilidades, prender jogadores na cadeia de sua província, controlar zonas de respaw de BAM's e MOB'S, habilitar/desabilitar zonas de PvP e liberar o acesso a missões(quests) que só estariam disponíveis para sua própria guild,
Dependendo então do estilo de política, a distribuição de benefícios apenas para os da sua própria guilda ou para todos,e a forma como o poder adquirido era administrado, atrairia ou não jogadores para a sua província
Para que o Vanarch se mantive-se no poder, precisava acumular pontos de política (policy points) que eram adquiridos através de recomendação popular ou através de missões acessíveis aos Vanarchs. Caso o líder de província não agrada-se os jogadores obviamente não ganharia recomendações, sendo obrigado a completar missões de alta dificuldade ou perderia o poder.